# Sun Village (Kalifornien)
Sun Village ist eine kreisfreie Gemeinde und census-designated place im Los Angeles County im US-Bundesstaat Kalifornien mit 12.345 Einwohnern (Stand 2020).

## Geschichte
Die Geschichte der Gemeinde beginnt in den frühen 1930er Jahren, als der Afroamerikaner Melvin Ray Grubbs die erste dunkelhäutige Gemeinde im Antelope Valley errichtet. 1939 kaufte er 1000 Hektar Fläche östlich von Palmdale.
1950 wurde eine baptistische Kirche errichtet. 1965 eröffnete der Jackie Robinson Park.